# 唐津市立打上小学校
唐津市立打上小学校（からつしりつ うちあげしょうがっこう）は、佐賀県唐津市鎮西町打上にある公立小学校。

## 概要
歴史
1876年（明治9年）に「打上小学校」として創立。数回の改組・改称を経て2005年（平成17年）に現校名となった。2021年（令和3年）に創立145周年を迎える。
校章
桜の花弁の絵を背景にして、中央に校名「打上」（縦書き）を配したデザインとなっている。

通学区域
住所表記で唐津市鎮西町の後に「打上、横竹、石室、加倉、高野、岩野、八床、菖蒲、早田、野元（鬼木地区の一部）、塩鶴、赤木、中野、丸田」が続く地域。
中学校区は唐津市立海青中学校（海青の読みは「かいせい」）。

## 沿革
前史（旧・打上小学校）
- 1876年（明治9年）8月5日 - 打上村字長谷 寺の後に「打上小学校」が創立。首席は北村治郎作。
  - 当初通学区域を打上・横竹・石室・加倉・菖蒲・塩鶴・赤木・中野・丸田の8村とする。
  - 年月は不詳だが、2回校舎の移転を行っている。1回目は打上村字長谷 ツチナシ、2回目は同字 タチバナケ。
- 1881年（明治14年）8月 - 赤木小学校の創立により、赤木・塩鶴・丸田・中野地区の児童を移管。また、名古屋小学校 石室分校の設置により、石室地区の児童を移管。
- 1885年（明治18年）- 統合により「公立中等呼子小学校 赤木分校 打上分教場」となる。
- 1886年（明治19年）5月1日 - 「尋常呼子小学校 打上分校」に改称[2]。
- 1892年（明治25年）4月 - 呼子小学校より分離の上、「打上尋常小学校」として独立。尋常名古屋小学校より石室分教場が移管され、岩室分校とする。

前史（旧・赤木小学校）
- 1881年（明治14年）8月14日 - 赤木村字宿32番地に「長崎県東松浦郡呼子学区積善小学校」が開校。創立当時は民家を校舎に充てる。
  - 当初通学区域を赤木・塩鶴・丸田・中野・屋形石・中里・横野の7村とする。
- 1883年（明治16年）10月12日 - 長崎県から佐賀県が分離したため、「佐賀県東松浦郡呼子学区積善小学校」に改称。
- 1884年（明治17年）11月 - 木造新校舎が完成。
- 1885年（明治18年）5月 - 統合により「第五番区中等呼子小学校 赤木分校」となる。
- 1892年（明治25年）4月 - 呼子小学校より分離の上、「赤木尋常小学校」として独立。

前史（旧・岩野小学校）
- 1881年（明治14年）8月 - 菖蒲村字菖蒲に「呼子小学校 菖蒲分校」が設置される。通学区域を菖蒲・加倉・高野・岩野の4村とする。
  - 東松浦郡 枝去木村から馬部・山道・枝去木・野中・石原の5字に関して尋常科児童収容の委託を受ける。
- 1884年（明治17年）11月 - 岩野村字平16番地に移転の上、「中等呼子小学校 岩野分校」に改称。 通学区域に八床が加わる。
- 1886年（明治19年）5月 - 移管により、「尋常黒崎小学校 岩野分校」に改称。
- 1888年（明治21年）2月 - 移管により、「尋常呼子小学校 岩野分校」に改称。
- 1892年（明治25年）4月 - 呼子小学校より分離の上、「岩野尋常小学校」として独立。

統合
- 1908年（明治41年）4月1日 - 赤木尋常小学校と岩野尋常小学校の2校を統合し、高等科（2年制）を設置した上で「打上尋常高等小学校」に改称。赤木分教場を設置。呼子尋常高等小学校への高等科児童の委託を終了[3]。
- 1909年（明治42年）3月 - 現在地に校舎が完成し移転を完了。同時期に赤木分教場および石室分教場の校舎も完成。
- 1916年（大正5年）3月 - 打上農業補習学校を併設。
- 1926年（大正15年）4月1日 - 併設の打上青年訓練所充当打上農業補習学校を「打上公民学校」に改称。
- 1929年（昭和4年）11月 - 校旗を新調。
- 1931年（昭和6年）6月 - 講堂が完成。
- 1932年（昭和7年）- 学校実習地を設置。
- 1933年（昭和8年）- 畑と山林を購入。農園が完成し、記念として勤労碑を設置。
- 1935年（昭和10年）4月 - 青年学校令の施行により、併設の打上公民学校が「打上村立農業青年学校」となる。
- 1936年（昭和11年）11月 - 石室分校1教室を増設。
- 1941年（昭和16年）4月1日 - 国民学校令の施行により、「打上国民学校」に改称。尋常科を初等科に改める。
- 1943年（昭和18年）12月 - 新校舎が完成。青年学校が国民学校の1教室を使用。
- 1947年（昭和22年）4月1日 - 学制改革により、打上国民学校の初等科は「打上村立打上小学校」に改組される。
  - 打上国民学校高等科および打上高等実業青年学校が改組され、新制中学校「打上村立打上中学校[4]」が発足。小学校に併設される。
- 1949年（昭和24年）3月 - 赤木分校、1教室を増設。
- 1956年（昭和31年）9月30日 - 町村合併により、「鎮西町立打上小学校」に改称。
- 1961年（昭和36年）1月 - 赤木分校の校舎が完成。
- 1963年（昭和38年）5月 - 校舎の大修理を実施。
- 1969年（昭和44年）4月 - 校門を新設。
- 1971年（昭和46年）
  - 2月 - 石室分校の新校舎が完成。
  - 12月 鉄筋コンクリート造3階建ての新校舎が完成。
- 1972年（昭和47年）- 赤木分校の体育室が完成。本校運動場を拡張。
- 1977年（昭和52年）- 創立100周年記念行事を挙行。校旗と校歌を制定。
- 1978年（昭和53年）2月 - 石室分校の体育館が完成。
- 1979年（昭和54年）4月 - 体育館が完成。
- 1981年（昭和56年）4月 -  特殊学級を再設置。
- 1982年（昭和57年）3月 - 赤木分校の体育館が完成。
- 1988年（昭和63年）12月 - 校舎を改築。

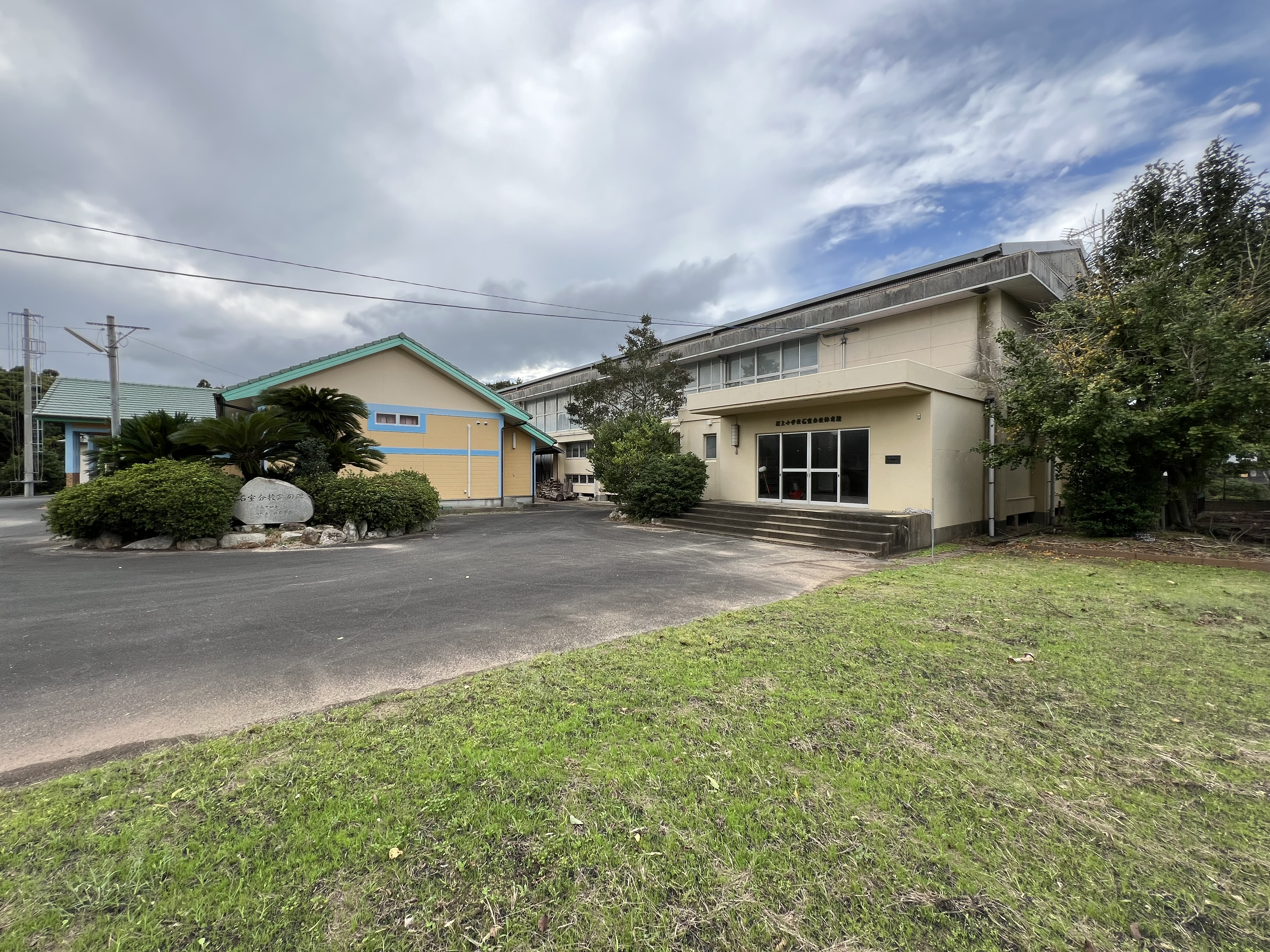
石室分校跡

- 1990年（平成2年）12月 - 赤木分校の新校舎が完成。
- 1991年（平成3年）- 赤木分校の運動場を拡張。赤木分校のプールが完成。
- 2006年（平成8年）6月13日 - 学校給食を開始。
- 2009年（平成11年）3月 - 校門を移転。
- 2002年（平成14年）3月31日 - 石室分校を廃止。 
  - 石室分校 最終所在地 - 〒847-0327 佐賀県東松浦郡（現・唐津市）鎮西町石室1310-1
- 2005年（平成17年）1月1日 - 鎮西町が唐津市と合併したことにより、「唐津市立打上小学校」（現校名）に改称。
- 2008年（平成20年）
  - 4月1日 - 通学区域選択制度が施行され、横竹・赤木分校地区児童の呼子小学校への通学が可能となる。
  - 12月 - パソコン室を設置。

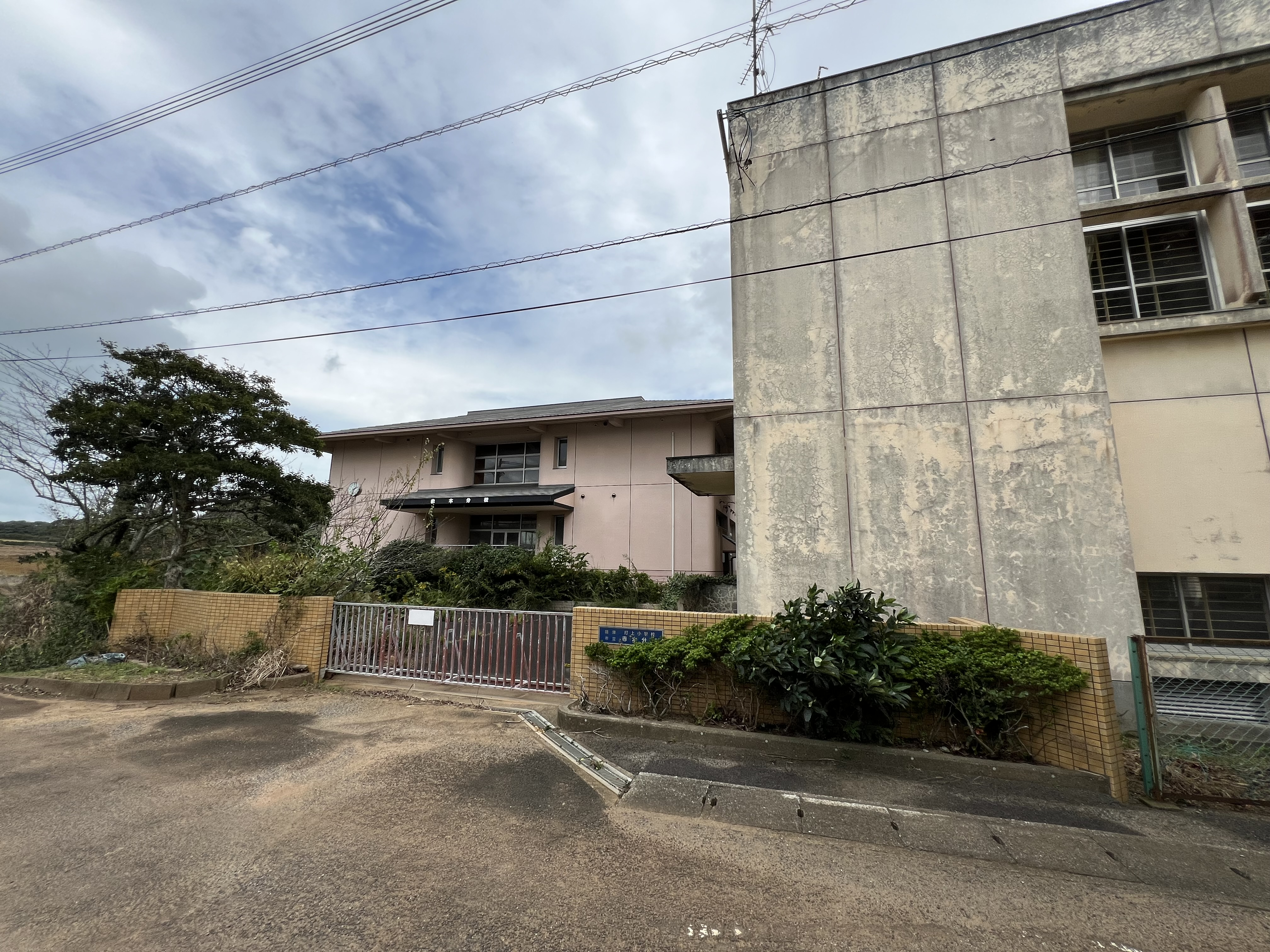
赤木分校跡

- 2009年（平成21年）4月1日 - 通学選択制度の弾力的運用により、赤木分校地区児童の本校への通学選択が可能となる。
- 2010年（平成22年）3月31日 - 赤木分校を廃止。
  - 赤木分校 最終所在地 - 〒847-0312 佐賀県唐津市鎮西町赤木3192-1
- 2011年（平成23年）から2012年（平成24年）にかけて - 耐震工事を完了。
- 2013年（平成25年）4月1日 - 中学校の統廃合により、打上中学校が廃止され、中学校区が唐津市立海青中学校に変更となる。

## 交通
最寄りのバス停
- 昭和バス 「山口茶屋」バス停

最寄りの幹線道路
- 佐賀県道340号鎮西唐津線

## 周辺
- 鎮西給食センター
- 唐津警察署打上警察官駐在所
- 東松浦家畜診療所

## 参考資料
- 「鎮西町史」（1962年（昭和37年）4月20日, 鎮西町）p.378-p.392 第四章 近代のあゆみ 教育の変遷 打上地区の教育